# Zasłonak krwisty

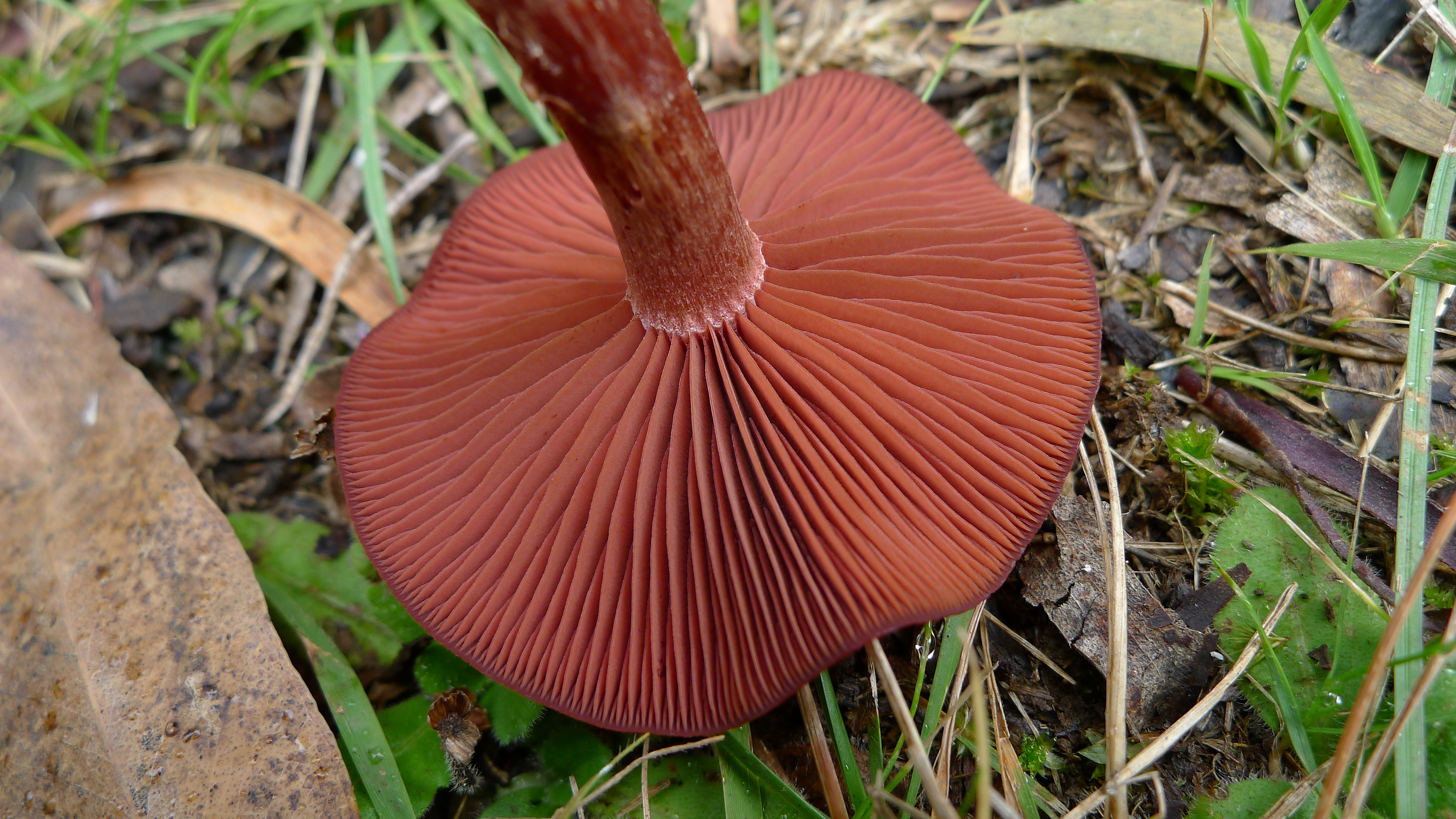

Zasłonak krwisty (Cortinarius sanguineus (Wulfen) Fr.) – gatunek grzybów należący do rodziny zasłonakowatych (Cortinariaceae).

## Systematyka i nazewnictwo
Pozycja w klasyfikacji według Index Fungorum: Cortinarius, Cortinariaceae, Agaricales, Agaricomycetidae, Agaricomycetes, Agaricomycotina, Basidiomycota, Fungi.
Po raz pierwszy takson ten zdiagnozował w 1781 r. Franz Xaver von Wulfen, nadając mu nazwę Agaricus sanguineus. Obecną, uznaną przez Index Fungorum nazwę nadał mu w 1838 r. Elias Fries, przenosząc go do rodzaju Cortinarius. Synonimów naukowych ma 16. Niektóre z nich:
- Agaricus sanguineus Wulfen 1781
- Cortinarius puniceus P.D. Orton 1958
- Dermocybe punicea (P.D. Orton) M.M. Moser 1974
- Dermocybe sanguinea (Wulfen) Wünsche 1877

Nazwę polską podał Andrzej Nespiak w 1975 r. W polskim piśmiennictwie mykologicznym gatunek ten opisywany był też jako zasłonak krwawy i skórzak krwisty.

## Morfologia
Kapelusz
Średnica 2–5 cm, barwa krwistoczerwona, po dojrzeniu płowieje na pomarańczowobrązową. Początkowo jest półkulisto-dzwonkowaty, z czasem staje się spłaszczony i rozpostarty. Na środku tępy garb. Skórka sucha, pilśniowata, matowa.
Blaszki
Dość gęste i zaokrąglone przy trzonie. Mają kolor od cynobrowego do ciemnokrwistego.
Trzon
Długość 3–6 cm, grubość 0,7 cm. Jest walcowaty, włóknisty, wewnątrz pusty, czasami dołem rozszerzony. Ubarwienie takie samo jak kapelusza, nasada jest okryta pomarańczową pilśnią.
Miąższ
Cienki, tego samego koloru co kapelusz i trzon, o gorzkim smaku i zapachu rzodkwi.
Wysyp zarodników
Rdzawobrązowy. Zarodniki eliptyczne, z drobnymi brodawkami; o rozmiarach 6-9 × 4-5 µm.
Gatunki podobne
- zasłonak krwistoczerwony (Cortinarius anthracinus) – różni się ciemnopurpurowobrązowym kapeluszem z karminowożółtym brzegiem[4]
- zasłonak cynamonowy (Cortinarius cinnamomeus) – podobny jest do starszych, wypłowiałych okazów zasłonaka krwistego, ale nie ma krwistoczerwonych łusek[4].
- zasłonak purpurowoblaszkowy (Cortinarius semisanguineus) – ma podobnego koloru blaszki, ale kapelusz i trzon są oliwkowobrązowe[4].

## Występowanie i siedlisko
Występuje w Ameryce Północnej, Europie, Azji i Australii. W Polsce nie jest rzadki. W piśmiennictwie naukowym na terenie Polski odnotowano kilkadziesiąt jego stanowisk.
Rośnie w lasach świerkowych na torfowiskach i w wilgotnych miejscach. W górach jest dość częsty. Czasami można go spotkać również w olsach.
Grzyb mykoryzowy. Grzyb trujący.